# Afanc
El afanc (pronunciación galesa: [ˈavank]), a veces también llamado addanc ([ˈaðank]) es un monstruo lacustre de la mitología galesa. Su descripción exacta varía; se lo describe como parecido a un cocodrilo, castor o a un enano, y a veces se dice que es un demonio. El lago en el que mora también varía; se dice que habita en Llyn Llion, Llyn Barfog, cerca del puente Brynberian o en Llyn yr afanc, un lago cercano a Betws-y-Coed del que la criatura recibe su nombre.

## Leyendas y tradiciones
El afanc era una criatura monstruosa que, como la mayoría de monstruos de lago, devoraba a cualquiera lo bastante tonto como para caer o nadar en su lago.
Una de las descripciones más antiguas es la de Lewys Glyn Cothi, poeta del siglo XV, quien lo describió habitando el Llyn Syfaddon, ahora Lago Llangorse, en Powys.
Una historia relata que una doncella dejó indefenso al monstruo dejándolo dormir en su regazo; mientras dormía, los aldeanos encadenaron al monstruo. Al despertar, el monstruo estaba furioso, por lo que aplastó a la doncella. Finalmente, fue arrastrado al lago Cwm Ffynnon, o asesinado por Peredur (Percival, nombre de Peredur en la versión de Chrétien de Troyes del ciclo artúrico).
En el cuento, Peredur hijo de Efrawg, traducido por Lady Charlotte Guest en el Mabinogion tomado del Libro Blanco de Rhydderch y del Libro Rojo de Hergest, el "afanc del lago" reside en una cueva cerca del "Palacio de los hijos del Rey de las torturas". El palacio se nombra porque el afanc asesina a los tres hijos (caudillos) del rey cada día, solo para ser resucitados por las damas de la corte. No se explica por qué tal ciclo de violencia continúa, pero cuando Peredur pide cabalgar con los tres caudillos que buscan al afanc a diario, afirman que no aceptarán su compañía pues si muriese no lo podrían resucitar.
Peredur continúa su camino a la cueva solo, deseando matar la criatura para aumentar su fama y honor. En su viaje conoce a una doncella que afirma que el afanc asesinará a Peredur con su astucia, ya que es invisible y mata con dardos venenosos. La doncella, que en realidad es la reina de Constantinopla, le da a Peredur una piedra de bruja que hará visible a la criatura.
Peredur se aventura en la cueva y, con la ayuda de la piedra, hiere al afanc antes de decapitarlo. Cuando los tres caudillos llegan a la cueva declaran que estaba pronosticado que Peredur mataría al afanc.
Algunas leyendas le confieren la muerte de la criatura al rey Arturo. Cerca de Llyn Barfog, en Snowdonia, la impresión de una pezuña formó un petrosomatoglifo en la Carn March Arthur ("Piedra del caballo de Arturo"), la cual fue presuntamente hecha por la montura del rey Arturo, Llamrei, cuando arrastraba al afanc fuera del lago.

## Iolo Morganwg
Según una versión de una leyenda del afanc, tal como la plantea el famoso escritor de mitos y folclore Edward Williams (conocido como Iolo Morganwg), sus agitamientos causaron una inundación masiva que ahogó a todos los habitantes de Gran Bretaña a excepción de dos personas, Dwyfan y Dwyfach, de los cuales Prydein desciende.
Según una versión del mito, también planteada por Iolo Morgannwg, el buey de Hu Gadarn arrastró al afanc fuera del lago; una vez fuera del agua estaba indefenso y podría ser matado. Esta versión sitúa a la criatura en Llyn Llion.

## Ortografía
La traducción correcta del nombre a galés moderno depende de la fuente consultada. El término en galés medieval avanc de Llyn Barfog es afanc en galés moderno, palabra que ahora se usa para "castor". La forma avanc/afanc aparece en el Libro rojo de Hergest y en la mayoría de las fuentes medievales. En la versión galesa medieval del cuento de Peredur en el Libro blanco de Rhydderch, se llama afanc a la criatura de la cueva. afanc es el nombre más común utilizado hoy en día.

## Literatura
En la historia Matheson's Inheritance de A. F. Kidd, basada en el personaje caza fantasmas Carnacki de William Hope Hodgson, aparece una manifestación sobrenatural en un castillo galés que los lugareños dicen que es un afanc; Carnacki lo describe en su historia como "una clase de monstruo con cabeza de caballo que embruja los lagos galeses".
En la serie Dark Is Rising de Susan Cooper, aparece un afanc en el libro final de la serie, Silver On The Tree.
En la novela The Scar de China Miéville, se invoca a un afanc (deletreado "avanc" en el libro) para remolcar la ciudad flotante de Armada.
En la novela Ashes of Honor de Seanan McGuire, aparece un afanc en San Francisco en la época moderna. Se dice que los afancs son "monstruos mágicos... que viven en lagos y pantanos y son inofensivos a menos que se les moleste".
En la serie televisiva de BBC Merlín, en el capítulo 3 de la primera temporada ("La Marca de Nimueh"), hay un afanc al que la bruja Nimueh suelta en un embalse de Camelot. El afanc envenena las aguas de Camelot y extiende una peste mortífera. El afanc es presuntamente una criatura de arcilla y agua a la que un poderoso hechicero conjura. Merlín y Gaius descubren al afanc y con ayuda de Morgana, Merlín convence a Arturo de bajar a los túneles del embalse y batallar con el afanc, los cuales solo pueden ser derrotados con una combinación de viento y fuego.